# Jan Hulswit
Jan Frederik Hulswit (Apeldoorn, 9 april 1885 - Willemstad, 2 mei 1932) was een Nederlands waterpolospeler.
Hij was zoon van Johanna Magdalena Sophia Merghart en architect/bouwkundige Marius Jan Hulswit. Hijzelf trouwde in 1907 met Elisabeth Mulder.
Hulswit was lid van de Haarlemse waterpolovereniging HVGB. Zijn piek lag in de jaren nul van de 20e eeuw. In 1908 werd hij opgenomen in het waterpolozevental dat Nederland zou vertegenwoordigen tijdens de Olympische Spelen 1908 in Londen. Teamgenoten waren onder meer Johan Ruhl en Johan Cortlever.  Het zou bij die ene keer blijven.
In het dagelijkse leven was hij employé van de Curaçaosche Petroleum Industrie Maatschappij (CPIM).    Hij zakte in elkaar tijdens een wandeling; een arts werd opgeroepen, maar kon slechts de dood constateren. 
Bouke Benenga · 
Johan Cortlever · 
Jan Hulswit · 
Eduard Meijer · 
Karel Meijer · 
Piet Ooms · 
Johan Rühl